# Margès
Margès är en kommun i departementet Drôme i regionen Auvergne-Rhône-Alpes i sydöstra Frankrike. Kommunen ligger i kantonen Saint-Donat-sur-l'Herbasse som tillhör arrondissementet Valence. År 2022 hade Margès 1 076 invånare.

## Befolkningsutveckling
Antalet invånare i kommunen Margès
Referens:INSEE